# San Antero (kommun)
San Antero är en kommun i Colombia.   Den ligger i departementet Córdoba, i den norra delen av landet, 600 km norr om huvudstaden Bogotá. Antalet invånare är 26 123.